# اچ‌ام‌اس بوناونچر (۱۶۵۰)
اچ‌ام‌اس بوناونچر (۱۶۵۰) (به انگلیسی: HMS Bonaventure (1650)) یک کشتی بود که طول آن ۱۰۰ فوت (۳۰٫۵ متر) بود.